# Hydrotaea zao
Hydrotaea zao är en tvåvingeart som beskrevs av Shinonaga och Tadao Kano 1971. Hydrotaea zao ingår i släktet Hydrotaea och familjen husflugor. Inga underarter finns listade i Catalogue of Life.